# The Walking Dead (temporada 9)
La novena temporada de The Walking Dead, una sèrie de televisió de terror post-apocalíptica nord-americana a AMC es va estrenar el 7 d'octubre de 2018 i va concloure el 31 de març de 2019, que constava de 16 episodis.Desenvolupada per a televisió per Frank Darabont, la sèrie es basa en la sèrie de còmics del mateix nom de Robert Kirkman, Tony Moore i Charlie Adlard.
Aquesta temporada adapta el material dels números 127-144 de la sèrie de còmics i se centra en les seqüeles de All Out War. Divuit mesos després de la derrota de Negan (Jeffrey Dean Morgan) sota una aliança comunitària liderada per Rick Grimes (Andrew Lincoln), la temporada se centra en les comunitats unides ja que s'enfronten a obstacles i perills tant fora com dins de la seva aliança, amb l'amenaça dels misteriosos Xiuxiueigs. que s’acosta.
La temporada 9 és l'última temporada de l'actor principal Andrew Lincoln, que ha interpretat a Rick Grimes des de la primera temporada de la sèrie. Lauren Cohan va aparèixer com a Maggie Greene en un paper disminuït i només va aparèixer en els primers cinc episodis d'aquesta temporada a causa d'altres compromisos; Cohan va tornar com a regular en la temporada 10.

## Llista d'episodis
| # | Núm. | Títol original     | Dirigit per              | Escrit per                                       | Data d'estrena als Estats Units |
| --- | ---- | ------------------ | ------------------------ | ------------------------------------------------ | ------------------------------- |
| 116 | 1    | «A New Beginning»  | Greg Nicotero            | Angela Kang                                      | 7 d'octubre de 2018             |
| Ha passat un any i mig des del final de la guerra contra els Salvador i la gent de les comunitats ara viu pacíficament. Rick i el grup viatgen al Smithsonian Museum per buscar llavors i equipament agrícola per donar-los al santuari i permetre als salvadors crear una economia autosuficient. Ezekiel s’arrisca a ser mossegat pels caminants i a la tornada, provat per l'experiència, demana a Carol que es casa amb ell, però la dona es nega a no sentir-se preparada. El grup és atacat per alguns caminants i Ken, un noi de Hilltop, és mossegat, colpejat per la culata d'un cavall i mor. Maggie, ara elegida oficialment democràticament com a cap de Hilltop, dona la notícia als pares del noi que, intolerants, es queixen d'haver perdut un fill per ajudar els salvadors que sempre han maltractat Hilltop en el passat. Al santuari, Rick descobreix que entre els salvadors hi ha dissidents que voldrien el retorn de Negan i Daryl li diu que ja no vol dirigir la comunitat, ja que no li agrada i creu que està destinada al col·lapse. Més tard, Michonne proposa crear una carta entre comunitats per establir directrius i càstigs per delictes, i Rick creu que és una bona idea. A Hilltop, Gregory emborratxa el pare de Ken i l’insta a matar Maggie, atraient-la a una emboscada; No obstant això, la noia aconsegueix sobreviure ajudada per la gent que es va precipitar i s'enfronta a Gregory que intenta apunyalar-la, però queda desarmada. Carol li diu a Ezekiel que romandrà al santuari com a nova cap. Rick i els altres van a Hilltop per demanar ajuda a Maggie amb el Shrine una vegada més. Tot i això, la noia diu que a partir d’ara donaran menjar als Salvadors només a canvi de feina i combustible; la nit que Maggie penja a Gregory per l'intent d'assassinat, desconfiant de la comunitat de cometre crims. |      |                    |                          |                                                  |                                 |
| 117 | 2    | «The Bridge»       | Daisy von Scherler Mayer | David Leslie Johnson                             | 14 d'octubre de 2018            |
| Les comunitats reunides estan reconstruint un pont destruït per una tempesta que enfronta dificultats amb el subministrament d'aliments. Justin, un Salvatore que treballa al pont, lluita amb Daryl que defensa Henry dels abusos de l'home i li correspon a Rick calmar els esperits. Mentrestant, Michonne va a Hilltop per demanar a Maggie que lliuri l'excés de subministraments, malgrat que l'etanol enviat pels Salvador no ha arribat encara; Maggie es nega i es troba amb la mare de Ken, que insisteix a veure el seu marit Earl ara a la presó. Impulsada per Jesús, Maggie decideix deixar-los conèixer i, després d'escoltar la història d'Earl i els problemes d'alcoholisme, decideix donar-li una altra oportunitat ja que el seu pare també havia estat alcohòlic. Maggie concedeix a Michonne els subministraments, demostrant que accepta crear un estatut de lleis comú. Al pont, Rick conversa amb Alden mentrestant, descobrint que diversos salvadors han desaparegut, però no han tornat al santuari tot i tenir família. Mentrestant, a causa d’una detonació per alliberar una esllavissada, s’acosta un ramat, però falta un dels encarregats de distreure-la; els caminants s’uneixen als treballadors i en la lluita Aaron acaba amb un braç aixafat per un tronc i Enid, que s’ha convertit en metge del campament, es veu obligada a amputar-lo. Daryl descobreix que és Justin qui no ha atret el ramat i l'ataca i és detingut per Carol; Justin es queixa a Rick que, en canvi, el persegueix del campament. Al vespre Carol accepta la proposta d’Eziekel, mentre Anne s’acosta al pare Gabriel. Rick va a Negan i li diu que tot va bé, però Negan li respon que només prepara el món per al seu retorn. A la nit al lloc de guàrdia, Anne nota un helicòpter volador, mentre que al bosc Justin es troba amb algú que reconeix, però de cop li dispara. |      |                    |                          |                                                  |                                 |
| 118 | 3    | «Warning Signs»    | Dan Liu                  | Corey Reed                                       | 21 d'octubre de 2018            |
| Mentre Rick i Michonne parlen de tenir un bebè i passar el dia amb Judith, Justin es troba mort i els Salvadors treballant al pont protesten en veu alta, afirmant que és venjança i que no estan segurs ja que estan privats de les seves armes. Rick entra a correcuita i aconsegueix calmar l'estat d’ànim, i després comença a investigar dient-li a Gabriel que vigili a Anne, mentre li revela a Daryl que Justin va ser assassinat per una fletxa o un dard. Dividit per escorcollar el bosc, Arat, un altre Salvador, és segrestat i per parelles comencen a buscar-la. Mentrestant, Anne torna a l’abocador i es posa en contacte amb el pilot de l’helicòpter amb una ràdio afirmant haver pagat els seus deutes, però l’home no està d’acord dient que l'endemà li haurà de portar una "A"; Gabriel, que l'havia seguida en secret, es mostra a si mateix i li fa admetre que en el passat havia canviat la gent per provisions, però ara proposa fugir juntament amb la condició de no dir-ho a ningú. Gabriel s’hi nega i la dona, que l’havia considerat una "B", el fa fora. Mentrestant, al bosc, dos salvadors emboscen Rick i Carol perquè se'ls lliurin les armes, però els dos aconsegueixen tombar la situació ferint-ne un i tornant-los al campament. Mentrestant, Maggie i Daryl troben una fletxa i aquest s'adona de qui hi ha darrere de les desaparicions: les dones d'Oceanside. Els dos els rastregen quan estan a punt d'executar Arat per matar el germà de Cyndie; inicialment intenten fer-la pensar, però Cyndie explica que amb la penjada de Gregory Maggie els ha demostrat que és correcte castigar els que han comès crims. Davant del relat cruel de com va matar un noi d’onze anys, Maggie i Daryl van deixar venjar les dones. L'endemà al matí, els Saviors abandonen el camp mentre Maggie li diu a Daryl que li van donar una oportunitat a Rick, però és hora de matar Negan. |      |                    |                          |                                                  |                                 |
| 119 | 4    | «The Obliged»      | Rosemary Rodriguez       | Geraldine Inoa                                   | 28 d'octubre de 2018            |
| A Alexandria, Michonne passa els dies tranquil·lament, sortint de nit a matar caminants al bosc. Maggie abandona Hilltop per anar a Alexandria a tenir cura de Negan: Jesus intenta fer-la desistir sense èxit, i després adverteix a Rick que intenta emetre per ràdio a la comunitat perquè no la deixi entrar, però el missatge no arriba al seu destí perquè Maggie va estar d'acord. amb els relleus. Daryl s'ofereix a acompanyar-lo a la seva moto, però canvia de direcció i quan Rick ho nota, s'enfronta a ell: els dos lluiten i acaben en un pou on tenen l'oportunitat d'enfrontar-se amb opinions diferents. Mentrestant, a Alexandria, Negan fa vaga de fam i Michonne vol obligar-lo a menjar; l’home intenta parlar amb ella i convèncer-la que són similars, però la dona respon que a diferència d’ell creu en un futur millor. Mentrestant, a l'abocador, Anne pretén que Gabriel es transformi per convertir-se en el seu bitllet per marxar, però, commoguda per les seves paraules, decideix alliberar-lo fugint sola. Mentrestant, al campament, alguns salvadors apareixen armats per requisar altres armes, conscients que les dones d'Oceanside es vengen. Carol intenta desarmar-los, però es produeix un tiroteig que atrau els caminants, alguns dels quals acaben al pou de Rick i Daryl, però encara aconsegueixen sortir. Els dos es separen i Rick intenta atraure un ramat fora del campament, però el seu cavall s’enfonsa quan topen amb un altre ramat que es fusiona al mateix lloc i acaba enganxat a una barra de barres. |      |                    |                          |                                                  |                                 |
| 120 | 5    | «What Comes After» | Greg Nicotero            | Scott M. Gimple i Matthew Negrete                | 4 de novembre de 2018           |
| Rick aconsegueix aixecar-se i tornar a pujar al seu cavall, intentant escapar del ramat de caminants. Mentrestant, Maggie arriba a Alexandria i convenç Michonne perquè li doni les claus de la cel·la de Negan perquè el pugui matar. Tanmateix, quan li demana que el maten per tornar a reunir-se amb la seva dona Lucille, el perdona pensant que és un càstig millor. Quan se’n va, se li notifica l’afusellament al campament i corre de pressa amb Michonne. Mentrestant, Rick es desmaia constantment del sagnat, amb visions de Shane, Hershel i Sasha que l’insten a despertar-se i seguir endavant. Rick es troba al camp abandonat i condueix el ramat pel pont amb l'esperança que s'esfondri, però no servirà de res. Daryl i els altres acudeixen a la seva ajuda de lluny i, veient-lo caçat pel ramat, s’afanyen a unir-se a ell. Tanmateix, Rick, que no vol posar-los en perill, nota dinamita al pont i amb ell la detona i amb ell el ramat. Riu avall del riu, Anne, estranyament en possessió del campista de Heath, sent la notícia del pont a la ràdio i nota un Rick ferit no gaire lluny al terraplè. A continuació, poseu-vos en contacte amb el pilot de l'helicòpter que aterra dient que té un tema "B", però fort, per salvar. El pilot accepta recollir-los i Anne li promet a Rick que estarà bé i que el tractaran. Sis anys després, un grup de supervivents dirigits per Magna són rescatats d’un ramat de zombis per una Judith Grimes, ja gran. |      |                    |                          |                                                  |                                 |
| 121 | 6    | «Who Are You Now?» | Larry Teng               | Eddie Guzelian                                   | 11 de novembre de 2018          |
| Han passat sis anys des de la desaparició de Rick i les comunitats han evolucionat, però han quedat dividides. Magna i el seu grup per insistència de Judith són portats a Alexandria, on se’ls despullen de les armes i es mantenen a la presó fins que el consell decideix si els acull o no. L'endemà es pregunta al grup per veure si es pot confiar en ells: tot i que inicialment semblen fiables, Michonne demostra que Magna va mentir per no revelar que era una presonera i que tenia un ganivet amagat al cinturó. Mentrestant, Eugene i Rosita abandonen Alexandria per col·locar un repetidor per a la ràdio del pare Gabriel, però després de fer-ho topen amb un ramat i intenten fugir malgrat que Eugene es va ferir la cama. Mentrestant, Carol i Henry, ara adoptats com a fill amb Ezequiel, es dirigeixen a Hilltop, però cauen en un parany d'alguns salvadors que, després de la caiguda del santuari, viuen com a bandits. Tot i que després d'haver-los robat els subministraments i l'anell de noces, decideixen estalviar-los com havia fet Carol amb ells en el passat. Henry es queixa que la seva mare adoptiva no ha intentat reaccionar, però a la nit Carol rastreja els antics Salvadors i, mentre dormen, els empapa de gasolina i els posa foc perquè els va veure en possessió de coses que pertanyien a persones que va marxar i no va tornar mai més. A Alexandria, el grup de Magna discuteix què ha de fer i li demana que també li lliuri la fulla que conté el collaret que porta al coll. A Magna li agradaria lluitar per quedar-se, però quan veu que Michonne té un fill, li dona el collaret en senyal de bona voluntat; l'endemà, el grup encara és enviat, però Michonne decideix acompanyar-los amb Siddiq a Hilltop dient que potser els donaran la benvinguda allà. Mentrestant, Carol i Henry es troben amb Daryl, mentre que Rosita i Eugene, per escapar dels caminants, s'amaguen camuflant-se al fang sentint que increïblement els caminants murmuren per no deixar-los escapar. |      |                    |                          |                                                  |                                 |
| 122 | 7    | «Stradivarius»     | Michael Cudlitz          | Vivian Tse                                       | 18 de novembre de 2018          |
| Carol demana a Daryl que els acompanyi a Hilltop, però l'home és reticent i viu des de fa temps al bosc amb un gos, buscant en va el cos de Rick. Mentrestant, Michonne, amb Siddiq i D.J., acompanya el grup de Magna al seu campament destruït, verificant la seva història i dient que, no obstant això, no els acompanyarà personalment al cim i conservarà les seves armes. Mentrestant, Maggie va marxar amb el seu fill de llarga data per unir-se al grup de Georgie i Jesus és el nou líder de la comunitat. Es molesta de les responsabilitats i es troba secretament al bosc amb Aaron per intercanviar informació, quan els dos detecten una bengala i troben la Rosita ferida que els explica que Eugene s’amaga en un graner. Michonne i els altres acampen a passar la nit i la dona sempre sospitosa destrueix accidentalment el violí Stradivarius original de Luke. Al matí, el grup és atacat per un ramat i Magna i Yumiko els retornen les armes per obrir-se camí i fugir; pel camí es troben amb emissaris Hilltop que els adverteixen de Rosita, de manera que Michonne decideix continuar amb ells. Mentrestant, Daryl decideix acompanyar Carol i Henry a Hilltop, on ell també aprèn sobre Rosita i després surt a la recerca d'Eugene juntament amb Jesus i Aaron. |      |                    |                          |                                                  |                                 |
| 123 | 8    | «Evolution»        | Michael E. Satrazemis    | David Leslie Johnson-McGoldrick                  | 25 de novembre de 2018          |
| Siddiq i els altres arriben a Hilltop, on són rebuts freds i amb desconfiança, assabentant-se del que li va passar a Rosita. Tara decreta que el grup de Magna haurà d’esperar que Jesús torni per decidir si es poden quedar. Carol demana a Michonne que deixi Alexandria participar en la fira que el Regne organitza, però Michonne es nega dient que ha de pensar en la seva gent. Mentrestant, Henry comença a treballar de ferrer, però de seguida rep una decepció amorosa quan veu a Enid besar Alden. Al vespre, es cola amb altres nois i s’emborratxa, acabant sent arrestat i havent de demanar perdó a Earl qui li ho concedeix dient-li que també li va passar. Mentrestant, a Alexandria, Negan s’adona que Gabriel ha deixat la porta de la cel·la oberta distreta per les notícies sobre Rosita i aprofita per fugir. Mentrestant, Daryl, Aaron i Jesús troben a Eugene en un graner i intenten portar-lo a salvo, caçat per un ramat que, segons aquest últim, sap parlar mentre els caminants evolucionen. Mentrestant, Rosita es desperta alarmada dient que Daryl i els altres no saben a què s’enfronten i necessiten ajuda. Mentrestant, Daryl decideix quedar-se enrere per distreure el ramat, però quan ho intenta fer, els caminants l’ignoren per perseguir els altres. Aaron, Jesus i Eugene passen per un cementiri per intentar fugir dels caminants, però queden atrapats per una porta tancada, obligant-los a defugir els caminants mentre els senten xiuxiuejar. Els tres són rescatats per Michonne, Magna, Yumiko i Daryl que s’acosten, però quan Jesus està a punt de matar l’últim caminant, l'esquiva i l’apunyalava amb una llarga fulla. Altres d'aquests caminants vénen corrents armats, però tots són assassinats. Mentrestant Aaron s’assabenta dolorosament de la mort de Jesus, Daryl descobreix que aquests "vagabunds" són en realitat homes que porten màscares: els Xiuxiuejants s'apropen a la foscor i el grup es reuneix per combatre l'amenaça. |      |                    |                          |                                                  |                                 |
| 124 | 9    | «Adaptation»       | Greg Nicotero            | Corey Reed                                       | 10 de febrer de 2019            |
| El grup de Daryl elimina el grup de Xiuxiueigs que els ataquen juntament amb els caminants i es retiren emportant-se el cos de Jesus. Al matí a Hilltop, per instrucció de Tara, Alden surt a buscar els altres acompanyats de Luke del grup de Magna. Mentrestant, Daryl i els altres topen amb un altre grup de caminants i xiuxiuejadors, però aconsegueixen eliminar-los i capturar una noia. Mentrestant, Negan intenta sortir d'Alexandria pujant per sobre de les parets, però és interceptada per Judith que li ordena que torni a la seva cel·la ja que no hi ha res a fora. L’home, però, la convenç perquè el deixi anar amb la promesa que no el tornaria a veure mai més i va al Santuari, tot trobant-lo abandonat i desolat. Daryl i els altres tornen al turó i tanquen la nena en una cel·la, mentre Jesús està enterrat; Michonne marxa a Alexandria amb Aaron i els altres per advertir a la comunitat de la nova amenaça, mentre Eugene intenta declarar-se a Rosita, però la noia marxa abans que pugui i confessa a Siddiq que està embarassada d'ell. Mentrestant, Daryl interroga el presoner que l’amenaça de penjar-la, però la noia està aterrida i suplica la seva vida donant poca informació i és defensada per Henry, a qui Daryl li recrimina per haver-se involucrat. Quan marxa, Henry i la nena, anomenada Lydia, comencen a parlar, sense saber que Daryl els escolta. Mentrestant, Negan torna a Alexandria adonant-se que fora no li queda res; topa amb Judith i admet que tenia raó. Mentrestant, Alden i Luke, inconscients del retorn dels seus companys, troben les fletxes de Yumiko i els segueixen pensant que queda un rastre per guiar-los, però acaben en una emboscada pels Xiuxiuejadors i una dona disfressada de vagabund assenyala un rifle. a ells. |      |                    |                          |                                                  |                                 |
| 125 | 10   | «Omega»            | David Boyd               | Channing Powell                                  | 17 de febrer de 2019            |
| La Lydia explica a Henry sobre el seu passat dient-li que el seu pare va morir i que la seva mare la va mantenir viva. Henry comença a parlar del Regne, de manera que Daryl irromp per treure'l, denunciant-lo per haver filtrat informació a un enemic, però Henry replica que és una bona persona. Daryl torna a Lydia i intenta, aquesta vegada amb amabilitat, obtenir informació sobre el seu grup, però la noia li explica en lloc de com va morir el seu pare per salvar-la d’un vagabund i el considera feble. Mentrestant, el grup de Tara i Magna surten a buscar a Alden i Luke, però troben que els seus cavalls són descarnats i Tara decideix tornar al Hilltop per reagrupar-se. A la nit, el grup de Magna s’escapa a buscar Luke, impacient perquè no fan res per salvar la seva parella, sinó que només es troben amb caminants. Mentrestant, Henry deixa que la Lídia surti de la cel·la per mostrar-li la bellesa de Hilltop: la noia està a punt de pegar-li una esquena per escapar, quan escolta un nen plorant que treu records inactius i li demana que la torni a la cel·lular i fer-li companyia. L'endemà al matí, quan arriba Daryl, la noia confessa que estava intentant obtenir informació per transmetre-la als altres, dona informació sobre un dels seus camps i revela que la seva mare li havia mentit sobre el seu pare. matant-lo perquè el pensava feble. Mentrestant, el grup de Magna torna a Hilltop quan un grup de xiuxiuejants s’acosta ràpidament: Connie queda tallada i s’amaga al camp de blat de moro, mentre que la mare de Lydia, que afirma ser Alpha, proclama que hi és per recuperar la seva filla. |      |                    |                          |                                                  |                                 |
| 126 | 11   | «Bounty»           | Meera Menon              | Matthew Negrete                                  | 24 de febrer de 2019            |
| En un flashback, Jesus i Tara fan un intercanvi amb Ezekiel, Carol i Jerry, lliurant-los també l'estatut de les comunitats que encara no s'han signat. Actualment, els membres del Regne van a caçar ants i després entren a un vell cinema per intentar recuperar un marc d’estatuts i una làmpada de projecció per utilitzar durant la fira que organitzen. Mentrestant, a Hilltop, Daryl s'enfronta a Alpha i amenaça amb aniquilar-los, però és prohibida per una dona Whisperer que té un bebè amb ella; Llavors Alpha proposa lliurar a Alden i Luke a canvi de Lydia, però quan Daryl va a buscar-la, descobreix que Henry la va fer escapar. Mentrestant, a l'exterior, el bebè comença a plorar i Alpha ordena que es deixin alimentar als caminants que atrau. Connie se n’adona i corre a salvar-lo, després es refugia al camp de blat de moro caçat pels caminants i és rescatada per Daryl, Magna i altres que han sortit a ajudar-la. Mentrestant, Enid rastreja Henry i intenta convèncer-lo que lliuri Lydia per salvar Alden i Luke: la mateixa Lydia accepta tornar amb els Xiuxiuejadors després de besar Henry i l’intercanvi de presoners es produeix sense més problemes. Mentrestant, tot i que amb algunes molèsties, els membres del Regne recuperen el marc i el llum, tornant a la comunitat vencedors. A la nit Henry va a buscar Lydia, així que Daryl i Connie surten a buscar-la. |      |                    |                          |                                                  |                                 |
| 127 | 12   | «Guardians»        | Michael E. Satrazemis    | LaToya Morgan                                    | 3 de març de 2019               |
| Alpha li pregunta a Lydia què va descobrir a Hilltop, però la noia només dona informació vaga i parcial. Mentrestant, a Alexandria, Michonne discuteix amb Gabriel i la resta del consell que l'acusen, com a cap de seguretat, de vetar sempre les seves decisions, invalidant la seva funció. Més tard, Gabriel discuteix el seu embaràs amb Rosita, posant en crisi la seva relació, tot i així, rebent ànims d'Eugene, que li insta a no deixar la dona ja que té la sort de tenir-la. Mentrestant, al bosc, Henry és capturat pels Xiuxiuejants mentre els espia i es veu obligat a admetre que ha vingut per Lydia. Mentrestant, a Alexandria, Michonne visita a Negan a la seva cel·la per preguntar-li per què ha tornat: diu que ha canviat i ofereix la seva ajuda per governar la comunitat, considerant-la l’autèntica i única líder del grup. Mentrestant, els Xiuxiuejadors arriben al seu campament on Alpha s’enfronta a una parella del grup que qüestiona el seu lideratge: la dona, però, els intimida i els mata a sang freda proclamant que són febles. Mentrestant, no gaire lluny, Daryl i Connie seguint les pistes arriben a la vista del camp. Mentrestant, Alexandria Gabriel torna a Rosita, mentre Michonne, impressionada per les paraules de Judith, li diu a Aaron que ha decidit aixecar el seu veto per enviar una delegació a la fira organitzada del Regne. La nit que Alpha ordena a Lydia matar Henry per demostrar la seva lleialtat: la noia dubta i de sobte els caminants ataquen els xiuxiuejadors sense màscares. Els altres se'ls posen i intenten apartar-los, mentre en la confusió, Daryl i Connie, també emmascarades, agafen a Henry, que al seu torn agafa Lydia, i junts fugen. |      |                    |                          |                                                  |                                 |
| 128 | 13   | «Chokepoint»       | Liesl Tommy              | Eddie Guzelian i David Leslie Johnson-McGoldrick | 10 de març de 2019              |
| Després d'escapar dels Whisperers, Daryl, Henry, Lydia i Connie discuteixen on anar i, al final, Connie decideix pel grup. Mentrestant, la fira està a punt de començar al Regne, però Jerry i Dianne arriben dient que els han robat un grup que es fa dir "Bandits" que amb una carta exigeixen un peatge als que faran servir la carretera. Ezekiel i un grup de guerrers rastregen la base dels bandits per eliminar-los, però Carol els convenç d’utilitzar la diplomàcia primer: inicialment els dos grups s’enfronten amb intencions hostils, però Carol els ofereix treballar per mantenir els carrers segurs i bescanvi per tenir accés gratuït a la fira. Inicialment, Ozzy, el seu líder, es riu de la proposta, però està convençut quan Carol li diu que tenen un cinema en funcionament. Mentrestant, Connie condueix els altres a un edifici abandonat on pot barricar-se i enfrontar-se als Xiuxiuejadors que els persegueixen sense que puguin utilitzar els caminants. Mentrestant, la caravana de Hilltop dirigida per Tara i Magna està bloquejada per un maleter a la carretera i, mentre intenta alliberar-la, és atacada per alguns caminants: gràcies també a l’ajut dels bandits Ozzy, aconsegueixen eliminar-los i aconseguir-ho tot amb seguretat. al Regne. Mentrestant, els Xiuxiuejos dirigits per Beta, el més fort d’ells, ataquen l'edifici amb Daryl i els altres. Henry és ferit a la cama, però gràcies a l'ajuda de Lydia, els Xiuxiueigs són vençuts. Daryl s'enfronta a Beta en cos a cos, i amb una astúcia s'enfonsa a l'eix de l'ascensor. El grup decideix dirigir-se a Alexandria per medicar a Henry i després seguir endavant, mentre que Beta encara s’aixeca viu i furiós. |      |                    |                          |                                                  |                                 |
| 129 | 14   | «Scars»            | Millicent Shelton        | Corey Reed i Vivian Tse                          | 17 de març de 2019              |
| Daryl i els altres arriben a Alexandria per fer medicar a Henry. Michonne li suggereix a Lídia que si marxés els altres estaria segur deixant-la reflexiva. Després que Daryl i els altres marxin al Regne, Michonne s’adona que falta Judith i li pregunta a Negan al respecte. Els dos discuteixen i Negan acusa la dona de no ser directa amb el nen i, si ho és, sabria que està tan decidida com Rick i Carl. Michonne intueix que Judith ha sortit a ajudar Daryl i els altres, trobant una nota que ho confirma. En un flashback que es remuntava poc després de la desaparició de Rick, Michonne, embarassada, va donar la benvinguda a la seva vella amiga Jocelyn i a un grup de nens que viatjaven amb ella a Alexandria. No obstant això, pocs dies després la dona va robar subministraments, medicaments i va segrestar Judith i els altres nens de la comunitat per portar-los amb ella. Michonne i Daryl els van rastrejar, però van ser capturats i titllats de ritu d'iniciació que la dona imposava als nens per fer-los forts. Després d’haver aconseguit alliberar-se, Michonne es va veure obligada a matar Jocelyn i els altres nens per salvar Judith i els altres presoners: aquest afer la va turmentar els anys següents també a causa de l’impacte que va tenir sobre Judith. En l'actualitat, Michonne fa un seguiment de la seva filla adoptiva i finalment té l'oportunitat d'enfrontar-se al tema, descobrint que el nen entenia el que havia passat i creia que havia actuat de la manera correcta. Judith només li retreu que aquell episodi la va portar a no confiar en altres comunitats i persones tot i que estimava Daryl, Carol, Maggie i totes les altres. Michonne i Judith s'uneixen a Daryl, Connie, Henry i Lydia en el seu camí cap al Regne. Mentrestant, no gaire lluny, dos Xiuxiueigs amagats observen l'entrada al Regne. |      |                    |                          |                                                  |                                 |
| 130 | 15   | «The Calm Before»  | Laura Belsey             | Geraldine Inoa i Channing Powell                 | 24 de març de 2019              |
| Un segon grup de Hilltop es dirigeix cap a la fira amb artesania, però són atacats pels cuir cabelluts Whisperers i Alpha. Mentrestant, al Regne Ezekiel inaugura la fira amb un discurs sobre la unitat entre comunitats, tal com desitgen Rick, Carl i Jesus. Poc després, arriben Daryl i els altres, de manera que tots els líders de les comunitats es reuneixen per parlar: decreten donar asil a Lídia i un pacte de protecció mútua entre les comunitats, signant el famós estatut conservat per Ezekiel. A mesura que la fira avança, un grup de guerrers abandonen el Regne per dirigir-se a Hilltop i protegir-lo de qualsevol represàlia per part dels xiuxiuejadors; de camí es troben amb Ozzy que els mostra les restes de la caravana Hilltop atacada. Daryl, Carol, Michonne i Yumiko segueixen el rastre a la recerca de supervivents, però els xiuxiueigs els emboscen i els capturen. Mentrestant, al Regne Alpha, disfressat amb la roba i els cabells de la dona de la caravana, es barreja amb la gent i s’apropa a Lydia per emportar-la, però la noia es nega dient que vol quedar-se i li demana que marxi perquè no ho fa. No vull fer sonar l 'alarma i fer - ho. A l’alba, Alpha, després d’unir-se amb els altres, s’emporta Daryl i li mostra un enorme ramat de caminants, dels quals afirma tenir el control, i amenaça de desencadenar-lo contra les comunitats si entren de nou al seu territori. Llavors allibera els presoners, dient que ha marcat la frontera: Daryl i els altres a la tornada troben Siddiq ferit i lligat, mentre que altres 10 caps dels seus companys són empalats, incloent Ozzy, Alek, DJ, Frankie, Tammy, Rodney, Addy, Enid, Tara i Henry. Al memorial de les víctimes, Siddiq diu que es va estalviar per explicar el que va passar i espantar-les per fer-les tornar a dividir; però Siddiq decideix elogiar com van morir tots com a herois, defensant-se fins a l'últim fins i tot si no es coneixien. |      |                    |                          |                                                  |                                 |
| 131 | 16   | «The Storm»        | Greg Nicotero            | Angela Kang i Matthew Negrete                    | 31 de març de 2019              |
| Diversos mesos després de la fira, ha arribat l’hivern i els habitants del Regne organitzen una caravana per refugiar-se a Hilltop. Acompanyats de Daryl, Aaron, Magna, Alden, Michonne i altres com a guàrdies, travessen terrenys gelats amb una tempesta de neu que s’acosta. Ezekiel pren Daryl de banda i li diu que seria millor que marxés amb Lydia. Aquesta última sap que és un problema i molts ho segueixen reprovant, de manera que marxa amb la intenció de ser mossegada per un caminant, però se li uneix Carol. La tempesta empitjora i la caravana decideix refugiar-se al santuari per trobar refugi, però, sense tenir moltes provisions, entenen que han d’arribar ràpidament al cim: decideixen travessar el riu gelat passant pel territori dels Xiuxiuejos. Mentrestant, a Alexandria, els residents es refugien en grups a cases amb xemeneies. Eugene, Gabriel, Negan, Judith i altres descobreixen durant la nit que la seva xemeneia està bloquejada i que corrent corre el risc d’enverinar-los, de manera que creuen la tempesta de neu per arribar a una altra casa. Judith sent el lladruc del gos de Daryl i marxa a buscar-lo, de manera que Negan la segueix i els rescata a tots dos, mentre es lesiona la cama. Mentrestant, la caravana del Regne arriba al riu glaçat i el travessa mentre és atacat per alguns caminants enterrats a la neu, quan Daryl adverteix que Lydia ha marxat de nou: Carol la rastreja i la noia li demana que la matin perquè és culpa seva que Henry i els altres han mort, però la dona la torna al grup. Al matí la caravana arriba finalment a Hilltop i Carol li diu a Ezekiel que anirà a Alexandria, amb Daryl, Lydia i Michonne. Aquest últim, arribat a casa, agraeix a Negan haver salvat Judith que, en resposta, no li estalvia el sarcasme habitual. Mentrestant, entre els xiuxiuejants, Alpha és assotat per Beta amb una branca per fer-se, segons ell, més fort. Ezekiel i Judith parlen a la ràdio amb esperança perquè tot i haver perdut el Regne han trobat la unitat. Quan acaba la conversa, arriba a la ràdio Hilltop una comunicació que pregunta si hi ha algú a l’altra banda. |      |                    |                          |                                                  |                                 |

## Producció
La sèrie es va renovar per una novena temporada al gener de 2018. Juntament amb la renovació, es va anunciar que el showrunner Scott M. Gimple seria ascendit a director de continguts tant de The Walking Dead com de la seva derivada Fear the Walking Dead, mentre que l'escriptora i coproductora executiva Angela Kang assumiria el paper de Gimple per The Walking Dead.
El rodatge de la novena temporada va començar el 30 d'abril de 2018, amb Greg Nicotero dirigint el primer episodi de la temporada. Michael Cudlitz, que va interpretar a Abraham Ford, va dirigir el setè episodi de la temporada.
La temporada 9 presenta una seqüència de títol inicial redissenyada. La seqüència de títols animats, inspirada en la novel·la gràfica, presenta imatges conegudes com la motocicleta i ballesta de Daryl i la katana de Michonne. Kang va parlar de la inspiració de la nova seqüència: "L'ambient de la temporada té elements del gènere occidental. Estem rendint homenatge a alguns dels moments emblemàtics de la novel·la gràfica. La vida surt de la mort. La natura pren el relleu, mentre es trencen altres coses.

### Casting

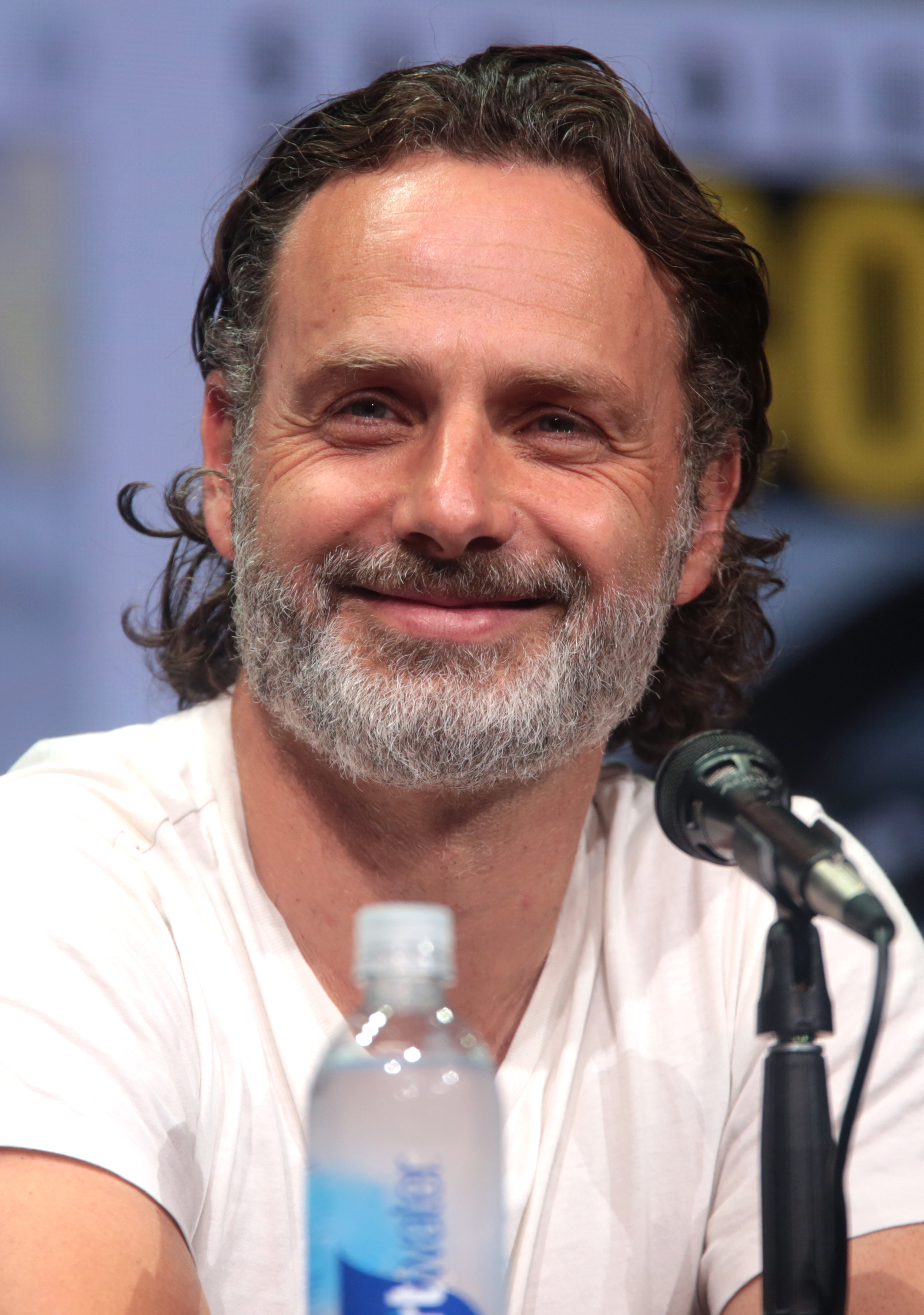
La novena temporada és l'última temporada del protagonista de la sèrie Andrew Lincoln

La majoria dels contractes del repartiment es van haver de renovar per a la temporada 9 i més enllà; la majoria del repartiment va tornar a signar; l'excepció notable va ser Lauren Cohan, que interpreta Maggie Greene. Cohan havia demanat un augment salarial a AMC donada la seva forta demanda d'altres xarxes; mentre havia signat per protagonitzar una nova sèrie, Whisky Cavalier, per a la cadena ABC, aquest contracte li hauria permès participar en The Walking Dead amb un paper limitat. A l'abril, Cohan va confirmar que havia signat per a la novena temporada i va aparèixer en els primers cinc episodis.
Al final de la vuitena temporada, l'ex-habitual Lennie James (com Morgan Jones) va ser traslladat a la sèrie acompanyant de The Walking Dead, Fear the Walking Dead, ja que Scott M. Gimple va dir que hi hauria més articles sobre Morgan per dir que serien més efectius amb la por i l'enfocament narratiu de Fear the Walking Dead. Al maig del 2018, es va anunciar que Avi Nash i Callan McAuliffe, que es van unir a la sèrie la vuitena temporada com a papers recurrents de Siddiq i Alden, respectivament, van ascendir a habituals de la sèrie.
A finals de maig, es va informar que la temporada 9 seria l'última temporada d'Andrew Lincoln, que interpreta el personatge principal Rick Grimes. Lincoln va dir que, com que viu a Anglaterra i una temporada dura sis mesos o més, creia que era hora de deixar el programa per poder passar més temps amb els seus fills. Va expressar el desig de dirigir un episodi de la temporada deu i va fer ombra al director Michael E. Satrazemis durant l'episodi de la novena temporada "Guardians". El juliol del 2019 es va confirmar que Lincoln no dirigiria la temporada 10 a causa de conflictes de programació. Després de la difusió de l'últim episodi de Lincoln, AMC va anunciar els seus plans per crear tres pel·lícules originals d'AMC per explorar esdeveniments relacionats amb el personatge de Rick en el futur, amb Lincoln i el primer que s'espera que comenci la producció el 2019. Més enllà de Lincoln, Pollyanna McIntosh (Jadis / Anne) també protagonitzarà aquestes pel·lícules.
Lauren Cohan també va anunciar que aquesta seria la seva última temporada de la sèrie, apareixent en els primers cinc episodis com Maggie Greene abans de la seva marxa. A més d'altres compromisos d'actuació, Cohan va sentir que s'havia tornat massa còmoda en el paper i era hora de seguir endavant. Va apreciar l'oportunitat d'explorar Maggie en els seus episodis posteriors, i no va descartar tornar a futures temporades en funció dels seus compromisos futurs. A l'octubre del 2019, es va confirmar que Cohan tornaria a la temporada 11 com a regular.
El juny de 2018, es va informar que Jon Bernthal repetiria el paper de Shane Walsh per a la seva aparició com a convidat a la temporada 9. Al juliol de 2018, es va informar que Lauren Ridloff, una actriu sorda, s'uniria a la sèrie a la temporada 9 interpretant a Connie, una supervivent sorda que es comunica a través del llenguatge de signes. També al juliol de 2018, durant el Comic-Con de San Diego, es va anunciar que Samantha Morton seria repartida en el paper regular de la sèrie Alpha, el líder dels Whisperers, un dolent de la sèrie de còmics. També s'han anunciat diversos papers recurrents, protagonitzats per Brett Butler, John Finn, Rhys Coiro, Dan Fogler i Zach McGowan.
El 6 d'octubre de 2018, el dia abans de l'estrena de la temporada, els showrunners van reclamar el retorn de Bernthal com a Shane, així com Sonequa Martin-Green i Scott Wilson que tornaven a repetir els seus papers de Sasha Williams i Hershel Greene, respectivament. Al New York Comic Con. Wilson va morir més tard aquell dia a causa de la leucèmia; segons Comicbook.com, Wilson ja havia filmat les seves escenes per emetre's durant la primera meitat de la temporada.
La temporada 9 també inclou les sortides dels habituals de la sèrie Xander Berkeley (Gregory), Tom Payne (Paul "Jesus" Rovia), Katelyn Nacon (Enid) i Alanna Masterson (Tara Chambler). El personatge de Berkeley és assassinat en el primer episodi de la temporada, adaptat del còmic. El personatge de Payne és assassinat al final de la meitat de la temporada, que presenta els Whisperers. Això va suposar una desviació important del còmic original, on Jesus encara és viu i l'actor va explicar: "És un espectacle fantàstic i em va honrar molt formar-ne part, però al mateix temps, ser el mateix personatge sense res de divertit fer-ho. és una mica frustrant". Els personatges de Nacon i Masterson són assassinats en el penúltim episodi de la temporada; les seves morts es van adaptar al còmic en què Rosita Espinosa i Ezekiel es troben entre les moltes morts pels Xiuxiuejadors.

## Estrena
El teaser de la temporada es va llançar el 19 de juliol de 2018, el primer dia del San Diego Comic-Con 2018. El tràiler es va publicar el 20 de juliol de 2018. The ninth season premiered on October 7, 2018, La novena temporada es va estrenar el 7 d'octubre de 2018 i l'episodi es va fer disponible un dia abans a través d'AMC Premiere, el servei a la carta de la xarxa. L'estrena a mitja temporada es va fer disponible una setmana abans, el 3 de febrer de 2019, mitjançant AMC Premiere.

## Recepció

### Resposta crítica

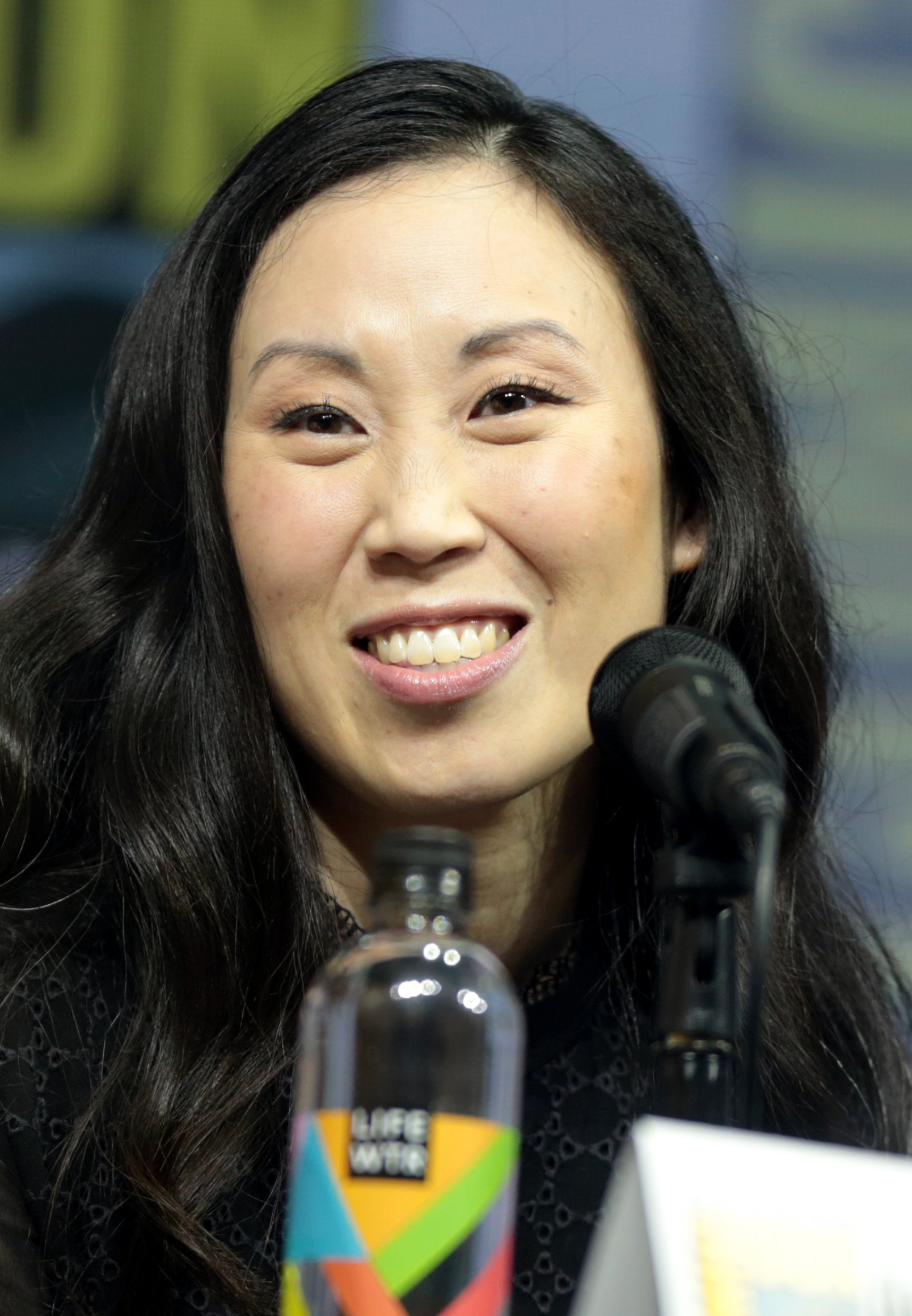
La novena temporada va rebre crítiques positives, especialment atribuïdes a la nova showrunner Angela Kang

La novena temporada de The Walking Dead va tenir una acollida positiva, i la crítica va notar la seva millora respecte a les dues temporades anteriors. A Rotten Tomatoes, la temporada té una puntuació del 89% amb una puntuació mitjana de 7,15 sobre 10, basada en 22 comentaris. El consens crític del lloc diu: "Nou temporades, The Walking Dead se sent més viu que mai, amb una tensió augmentada i un ritme refrescant que rejoveneix aquesta llarga franquícia". A Metacritic, la temporada té una puntuació de 72 de 100 basats en 4 crítics, que indiquen "ressenyes generalment favorables". En revisar l'estrena de la temporada, Sarah Moran de Screen Rant va escriure l'episodi "sent com el nou començament de la sèrie que necessita desesperadament, canviant una guerra dura per un període de creixement i reflexió més pacífic" i va elogiar els canvis realitzats per la nova showrunner Angela Kang. Erik Kain, de Forbes, va anomenar el primer episodi "el millor episodi des de la temporada 6 i millor que molts també en aquesta temporada".
Brandon Davis de Comicbook.com va escriure una crítica altament positiva basada en els tres primers episodis, elogiant la narrativa més basada en el personatge. En una altra ressenya de Comicbook.com, Cameron Bonomolo també va elogiar els primers tres episodis de la temporada, i va escriure: "The Walking Dead és ara un drama polític vist a través de l'objectiu d'un apocalipsi zombi, convertint un enfocament més gran en un conflicte més complex dirigit per personatges. això és el més fort des de la primera temporada dirigida per Frank Darabont". Bonomolo també va anomenar el tercer episodi com a "caiguda de mandíbules" i que "ofereix alguns dels millors misteris i drames que el programa ha vist mai en els seus vuit anys de carrera". Jeff Stone d'IndieWire va escriure una crítica positiva basada en el tres primers episodis i els va donar una nota "A-". Va titllar la novena temporada d'un "gran pas per al programa" i que els episodis "són tan forts com tot el que va fer el programa des de l'apogeu de la temporada 4".
El penúltim episodi "The Calm Before" va rebre l'aclamació de la crítica per part de la crítica. En l'episodi, diversos personatges són assassinats; inclosos els personatges principals Enid i Tara Chambler. Alex McLevy escrivint per a The A.V. El club va elogiar l'episodi, amb una qualificació d'A i, en la seva ressenya, va dir: "En el millor dels casos, The Calm Before podria ser un record pel que ha estat aquest programa mentre es dirigeix cap a un nou futur, un recordatori del que seria solia semblar-se durant les temporades més fortes, abans de canviar el tauler d'escacs dels no-morts dels seus principals jugadors i canviar la naturalesa de la seva estructura i històries. algunes noves formes ambicioses de tractar amb aquests personatges i comunitats a mesura que entren en una nova era d’existència. És cert que aquest programa no ha demostrat res com el tipus de consistència que apuntaria a aquesta maniobra; continuant la seva barreja desigual de telenovel·la el melodrama i els experiments intrigants en emocions post-apocalíptiques són la probable progressió. Però, a mesura que tanquem el llibre la temporada nou i contemplem el desè (!) any del programa, aquest va ser un excel·lent recordatori del que ens va posar a punt tots els primers dies".